# Sam Walker

a Compétitions nationales et continentales officielles uniquement.

Samuel Walker dit Sam Walker, né le 16 juin 2002 à Leeds (Angleterre), est un joueur australien de rugby à XIII évoluant au poste de demi d'ouverture ou de demi de mêlée dans les années 2020.
Issu d'une famille de joueurs de rugby à XIII, il naît à Leeds quand son père Ben Walker jouait aux Leeds Rhinos, ses deux oncles, Shane Walker et Chris Walker, sont également joueurs de rugby à XIII. Formé au rugby à XIII, il fréquente jeune les équipes juniors des Brisbane Broncos et Sydney Roosters. Il fait ses débuts avec ces derniers en National Rugby League (« NRL ») à partir de 2021 prenant la succession de Kyle Flanagan en demi de mêlée aux côtés de Luke Keary. Il se blesse grièvement en fin d'année 2024 avec une rupture du ligament croisé l'éloignant des terrains neuf mois,,.

## Palmarès

### Détails en club
| 2021 | Sydney Roosters | NRL | 2e tour      | 21 | 81  | 8 | 23 | 3 |  |  |  |  |  |  |  |  |  |  |  |  |
| 2022 | Sydney Roosters | NRL | 1er tour     | 25 | 211 | 7 | 91 | 1 |  |  |  |  |  |  |  |  |  |  |  |  |
| 2023 | Sydney Roosters | NRL | 2e tour      | 10 | 54  | 3 | 20 | 2 |  |  |  |  |  |  |  |  |  |  |  |  |
| 2024 | Sydney Roosters | NRL | Finale prél. | 21 | 204 | 7 | 88 | - |  |  |  |  |  |  |  |  |  |  |  |  |
| 2025 | Sydney Roosters | NRL |              | 0  | -   | - | -  | - |  |  |  |  |  |  |  |  |  |  |  |  |